# Stefan Bockelmann
Stefan Bockelmann (ur. 10 września 1976 w Traben-Trarbach) – niemiecki aktor telewizyjny, teatralny i filmowy.

## Życiorys
Dorastał wraz z dwoma braćmi: bliźniakiem Johnem i Christianem. W latach 1996–1999 uczył się aktorstwa w Actor’s Company, Centrum Dramatu i Języka w Aschaffenburg. Od 1997 do 1999 grał w różnych produkcjach teatralnych z „Theater auf Tour“, Konzertdirektion Bingel i Darmstadt. W 2007 na deskach Ebertbad w Oberhausen wystąpił w musicalu Elegies For Angels, Punks and Raging Queens.
Oprócz aktorstwa, Bockelmann pracował także jako prezenter. Od 1999 był gospodarzem wielu imprez, między innymi, jako współ-prezenter w telewizji RTL „Top of the Pops“ lub „Hitradio RPR1 Bühne“ w Trewirze. 
Jest ambasadorem Fundacji Soonwald, skupiającej się na dzieciach cierpiących na białaczkę. 

## Życie prywatne
7 czerwca 2002 poślubił Tinę. Mają córkę Danę (ur. 29 listopada 2003).

## Filmografia

### Seriale TV
- 2001-2017: Unter Uns (Między nami) jako Malte Winter
- 2007: Die Anrheiner
- 2008: Kobra – oddział specjalny (Alarm für Cobra 11) – odc. Schattenmann jako Alex Enders
- 2010: SOKO Stuttgart jako Andreas Landowski
- 2010: Das Haus Anubis
- 2011: Unter Uns (Między nami) jako Malte Winter